# Jamy (województwo podkarpackie)
Jamy – wieś w Polsce, położona w województwie podkarpackim, w powiecie mieleckim, w gminie Wadowice Górne.
| SIMC    | Nazwa        | Rodzaj    |
| ------- | ------------ | --------- |
| 0834751 | Granica      | część wsi |
| 0834768 | Małe Jamy    | część wsi |
| 0834774 | Pod Pniem    | część wsi |
| 0834805 | Przybysz     | osada     |
| 0834780 | Wielkie Jamy | część wsi |
| 0834797 | Za Lasem     | część wsi |
| 0834811 | Zabłocie     | osada     |

W latach 1975–1998 miejscowość administracyjnie należała do województwa tarnowskiego.
We wsi znajduje się zabytkowy drewniany kościół św. Augustyna z 1692 roku.
Parafia w Jamach należy do dekanatu Radomyśl Wielki w diecezji tarnowskiej.